# Susan Sontag
Pour les articles homonymes, voir Sontag.
Susan Sontag, née Rosenblatt le 16 janvier 1933 à New York où elle meurt le 28 décembre 2004, est une essayiste, romancière et militante américaine.
Elle s'est fait connaître en 1964 en publiant un essai intitulé Notes on Camp, qui décrit l'esthétique camp laquelle joue sur l'exagération, le grotesque, le drolatique, la provocation et l'ironie et émerge comme une forme de sensibilité importante dans la culture des années 1960, notamment dans la contre-culture californienne.
Reconnue internationalement, Susan Sontag est aussi connue pour ses essais Contre l'interprétation, Sur la photographie, Devant la douleur des autres et pour des romans tels que L'Amant du volcan ou En Amérique.
Autrice engagée, elle a beaucoup écrit sur les médias et la culture, mais aussi sur la maladie, sur le sida, les droits de l'homme et le communisme.
Peut-être davantage que ses romans, on retiendra ses réflexions sur les rapports du politique, de l'éthique et de l'esthétique et sa critique de l'impérialisme américain.

## Biographie

### Famille et formation
Susan Sontag passe son enfance et son adolescence à Tucson, en Arizona puis à Los Angeles en Californie. Sa mère d'origine polonaise, Mildred (née Jacobson) est institutrice, son père, Jack Rosenblatt, né en Estonie, un négociant en fourrures, meurt en Chine alors qu'elle a 5 ans. Quelques années plus tard, sa mère se remarie avec un militaire, Nathan Sontag, qui donne son nom à Susan et à sa sœur Judith, mais sans les adopter légalement. Née dans une famille de juifs laïcs (ce qu'on appelle les « Juifs séculiers »), Susan Sontag entre pour la première fois dans une synagogue au milieu de la vingtaine.
Lectrice précoce à trois ans, elle fréquente l'université dès ses 16 ans en 1949, au terme d'une enfance peu heureuse. Elle commence ses études à l'université de Californie à Berkeley avant de se lancer dans des études de philosophie, de littérature et d'histoire à l'université de Chicago. Très jeune, à 17 ans, elle épouse un assistant d'université de 28 ans, Philip Rieff (en). Elle donne naissance à un fils, David, à l'âge de 19 ans et collabore avec son mari en effectuant les recherches préalables à son étude Freud: The Mind of the Moralist (en), publiée en 1959.

### Oxford, Paris et la Sorbonne

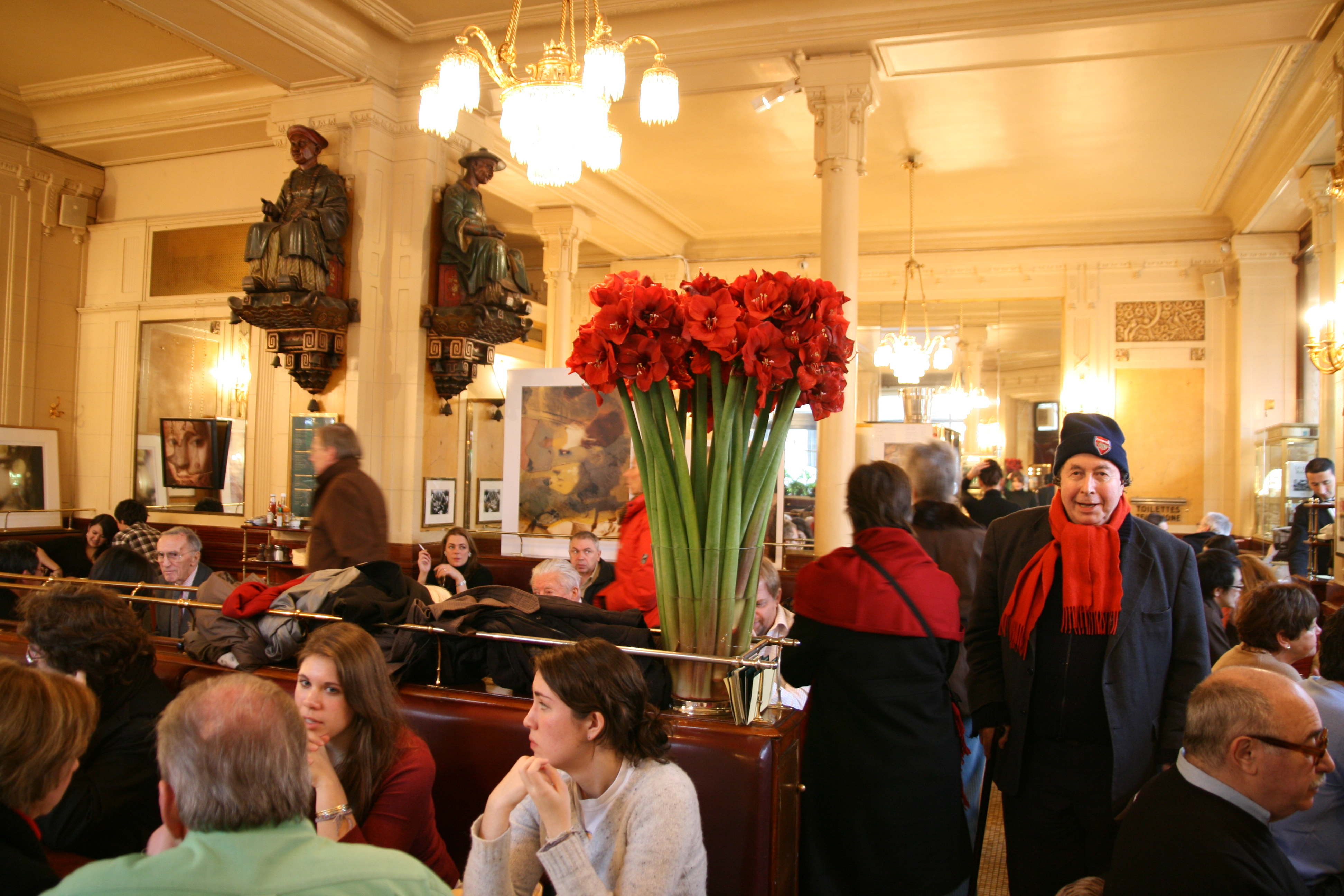
Le Tournon, Le Monaco, ou, ici photographié, Les Deux Magots sont l'univers parisien de Susan Sontag dans les années 1950.

Lauréate d'une bourse de l'Association américaine des femmes diplômées des universités, Sontag quitte les États-Unis durant l'année 1957-1958 pour séjourner au St Anne's College d'Oxford, laissant son fils et son mari derrière elle.
Mais peu séduite par cette expérience, elle quitte Oxford après seulement un semestre pour s'installer à Paris, s'inscrivant à la Sorbonne et vivant au Quartier latin.
Elle joue comme figurante dans le film Le Bel Âge de Pierre Kast.

### Une homosexualité assumée
À l'âge de 15 ans, Sontag s'était pressentie lesbienne, avant d'avoir sa première aventure avec une femme à UC Berkeley. À Paris, elle vit son homosexualité très librement et abandonne alors tout idéal de vie conventionnelle.

En 1958, elle a une relation amoureuse mouvementée avec l'écrivaine, éditrice et modèle d'artiste américaine Harriet Sohmers Zwerling (en). Dans son journal, à la date du 24 décembre 1959, Sontag écrit : 

« mon désir d'écrire est lié à mon homosexualité » et « j'ai besoin de cette identité comme d'une arme. »

C'est toujours à Paris qu'elle tombe amoureuse de la dramaturge d'avant-garde cubaine-américaine María Irene Fornés, figure essentielle du mouvement théâtral Off-off Broadway à New York. Elle regagne New York en 1959, pour divorcer de son mari et vivre avec Fornès, obtenant la garde de son fils David Rieff.
À 26 ans, elle est un temps enseignante en philosophie des religions à l'université Columbia, puis participe à plusieurs magazines américains et britanniques comme Partisan Review, The New Yorker, Granta ou le supplément littéraire du Times.

Elle entame là une longue carrière d'essayiste, poursuivie jusqu'à sa mort, notamment au sein de The New York Review of Books.

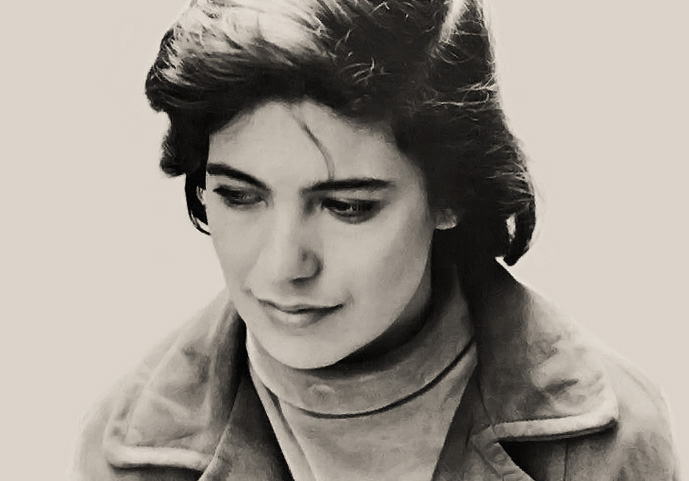
Susan Sontag en 1966.

À la fin des années 1960, toujours à Paris, elle rencontre et tombe amoureuse de la comédienne et réalisatrice française Nicole Stéphane. Elles vivent ensemble jusqu'au milieu des années 1970. À cette période, Susan Sontag souffre d'un cancer du sein, dont elle guérit. Nicole Stéphane aura été d'un grand soutien à ses côtés. Par la suite, elle vit une relation aussi sentimentale qu'intellectuelle avec le poète russe Joseph Brodsky, dont elle admire le talent. Puis, à la fin des années 1970, elle devient la compagne de la danseuse et chorégraphe américaine Lucinda Childs, l'une des figures de proue de la danse contemporaine.
Elle s’est fait connaître par ses essais sur la littérature et l’art. Elle est l'auteur d'une quinzaine d'ouvrages traduits dans plus de 30 langues ; son premier roman, Le Bienfaiteur, est paru en 1965.
Engagée à gauche, proche de Roland Barthes et compagne de la photographe Annie Leibovitz de la fin des années 1980 à sa mort, elle est connue pour son engagement politique contre la guerre du Viêt Nam, puis plus tard contre la guerre contre l'Irak et contre la torture pratiquée dans la prison irakienne d'Abou Ghraib.
En 1983, elle témoigne, aux côtés d'intellectuels cubains en exil, dans le film documentaire Mauvaise Conduite concernant la réalité des unités militaires d'aide à la production mises en place par le régime castriste pour enfermer les Cubains qualifiés d'asociaux.

### Sarajevo
Sur invitation de son fils, correspondant de guerre, elle se rend à Sarajevo dès 1992 et à plusieurs reprises ensuite.
Par solidarité avec les habitants de la ville assiégée, elle décide d’y mettre en scène avec des acteurs bosniaques En attendant Godot, la pièce de Samuel Beckett.

« Lors de ma précédente visite en avril, les gens n’avaient cessé de me dire : “Nous faisons partie de l’Europe. Nous sommes le peuple, dans l’ex-Yougoslavie, qui représente les valeurs européennes — sécularisme, tolérance religieuse, multiethnicité. Comment le reste de l’Europe peut-il laisser cela nous arriver ?” Lorsque je répondais que l’Europe est, et a toujours été, tout autant un lieu de barbarie qu’un lieu de civilisation, ils ne voulaient pas entendre cela. »

Elle considérait ses séjours dans la capitale bosniaque assiégée comme l’expérience la plus importante qu'il lui ait été donné de vivre :

« Ce n’est pas seulement que les gens ne peuvent imaginer une guerre, ou un siège, ou même le danger, la peur ou l’humiliation. C’est plus : ils ne peuvent tout simplement pas imaginer un tel degré de différence par rapport à leur propre vie, à leur propre confort, par rapport à leur conviction compréhensible — compréhensible parce qu’elle est fondée sur leur propre expérience — que le monde n’est en vérité pas un endroit si terrible que ça. Ils ne peuvent l’imaginer. On doit le leur traduire. »

En 2000, le National Book Award, l'un des plus prestigieux prix littéraires américains, lui a été attribué. Elle a également reçu le prix Jérusalem pour l'ensemble de son œuvre.
Elle avait aussi tourné quatre films et mis en scène des pièces pour le théâtre.

### Sur la photographie

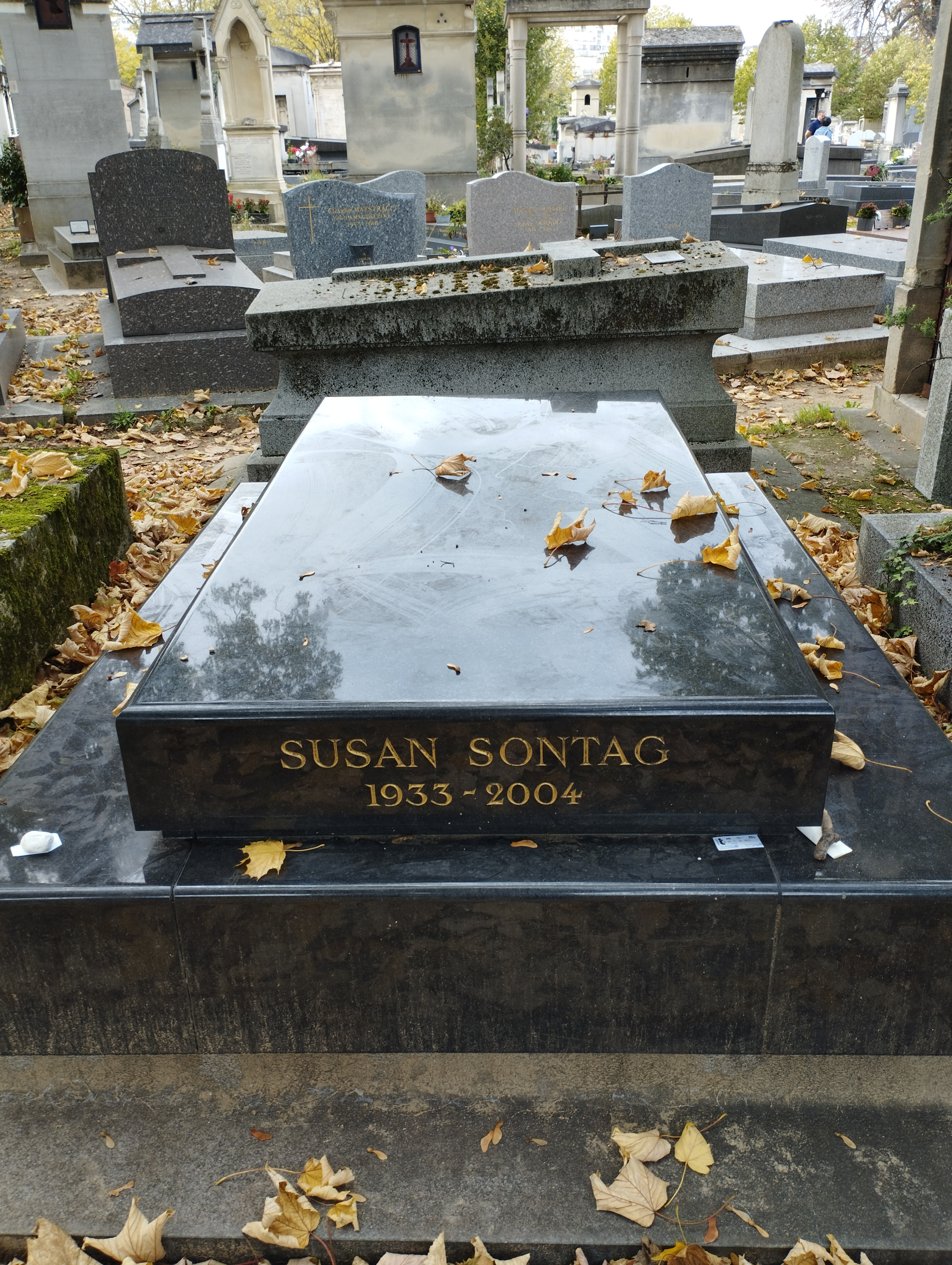
Tombe de Susan Sontag au cimetière du Montparnasse (division 2).

Son recueil d'essais Sur la photographie (en) est considéré comme l'un des ouvrages de réflexion les plus importants sur le sujet.

Les six essais, écrits entre 1973 à 1977, ont fortement influencé toute la pensée sur la photographie avec notamment ce constat : 

« Écrire sur la photographie, c'est écrire sur le monde. »

Elle passe la fin de sa vie avec la photographe Annie Leibovitz et meurt d'une leucémie à l'âge de 71 ans à New York à l'hôpital Sloane Kettering en décembre 2004.
Susan Sontag est enterrée à Paris, au cimetière du Montparnasse.

## Œuvres

### Romans
- 1965 : Le Bienfaiteur
- 1967 : Derniers recours (trad. française : Christian Bourgois éditeur, 2011)
- 1992 : L'Amant du volcan (trad. française : Christian Bourgois éditeur, 2011)
- 1999 : En Amérique (National Book Award)

### Nouvelle
- 1977 : Moi, etcetera (trad. française : Seuil Fiction & Cie, 1983)

### Essais
- 1964 : (en-US) Notes on Camp
- 1966 : (en-US) Against Interpretation and Other Essays
- 1969 : Voyage à Hanoï
- 1977 : Sur la photographie, trad. française, Paris, Christian Bourgois éditeur, 1983
  - Recueil de six essais : Dans la caverne de Platon, L'Amérique à travers le miroir obscur des photographies, Objets mélancoliques, L'héroïsme de la vision, Évangiles photographiques, Le monde de l'image
- 1978 : La maladie comme métaphore, trad. française, Paris, Christian Bourgois, 1979
- 1980 : Sous le signe de Saturne (Under the Sign of Saturn), trad. française par Philippe Blanchard, Robert Louit, Brigitte Legars et l’auteur, Paris, Seuil, 1985 ; rééd. Paris, Christian Bourgois, coll. « Titres », 2013
- 1982 : L'Écriture même : à propos de Roland Barthes, trad. française, Paris, Christian Bourgois, 1979, rééd. 2009
- 1988 : Le sida et ses métaphores, trad. française, Paris, Christian Bourgois, 1989
- 2003 : Devant la douleur des autres (prix de la paix à la foire du livre de Francfort)
- 2005 : Temps forts - Christian Bourgois Editeur
- 2005 : avec Pérètz Kidron : Refuznik !: les soldats de la conscience en Israël, Golias, 2005.  (ISBN 2914475691)
- 2008 : Garder le sens mais altérer la forme - Christian Bourgois Editeur
- 2010 : L'œuvre parle
- 2010 : Renaître - (Journaux et carnets 1947-1963) Christian Bourgois Editeur
- 2013 : La conscience attelée à la chair (Journal Tome II - 1968-1980) Christian Bourgois Editeur
- 2015 : Tout et rien d'autre, conversation avec Jonathan Cott - Flammarion
- 2017 : Débriefing - Christian Bourgois Editeur
- 2021 : Sur la photographie (réédition) Christian Bourgois Editeur
- 2021 : La maladie comme métaphore - Le sida et ses métaphores (réédition) : Christian Bourgois éditeur
- 2022 : Le style camp : Christian Bourgois éditeur
- 2022 : Devant la douleur des autres (réédition) : Christian Bourgois éditeur

### Films
- 1969 : Duo pour cannibales (Duett för kannibaler)
- 1971 : Les Gémeaux (Brother Carl), avec Geneviève Page, Gunnel Lindblom, Laurent Terzieff, Keve Hjelm
- 1974 : La Déchirure (Promised Lands), documentaire
- 1984 : Per un viaggio in Italia, épisode Giro turistico senza guida (it)

## Distinctions
- 1990 : prix MacArthur
- 2001 : prix Jérusalem, attribué tous les deux ans à un écrivain dont les œuvres explorent la liberté de l'individu dans la société.
- 2003 : prix de la paix des libraires allemands à l'occasion de la Foire du livre de Francfort.
- 2003 : prix Prince des Asturies avec Fatima Mernissi

## Controverses

### Le cancer de l'humanité
Susan Sontag s'est attiré des critiques pour avoir écrit en 1967 dans Partisan Review :

« Mozart, Pascal, l'algèbre booléenne, Shakespeare, le parlementarisme, les églises baroques, Newton, l'émancipation des femmes, Kant, les ballets de Balanchine, etc., n'absolvent pas ce que cette civilisation particulière a infligé au monde. La race blanche est le cancer de l'Histoire humaine. »

Selon le journaliste Christopher Hitchens, Susan Sontag s'est par la suite rétractée, disant que « cela diffamait les cancéreux ».

### Fascisme à visage humain
À un rassemblement new-yorkais en soutien à Solidarność en 1982, Susan Sontag déclara que « les gens de gauche », comme elle, « ont de bonne grâce ou à contre-cœur raconté beaucoup de mensonges ». Elle ajouta qu'ils

« croyaient à, ou du moins appliquaient, un deux poids, deux mesures au langage angélique du communisme […] Le communisme est un fascisme — un fascisme qui a réussi, si vous voulez. Ce que nous avons appelé fascisme est, plutôt, la forme de tyrannie qui peut être renversée — qui a, en grande partie, échoué. Je répète : non seulement le fascisme (et le gouvernement militaire déclaré) est la probable destinée de toutes les sociétés communistes — particulièrement quand leur population est amenée à se révolter —, mais le communisme est en lui-même une variante, la variante la plus efficace, du fascisme. Un fascisme à visage humain […] Imaginez, si vous voulez, quelqu'un qui lisait seulement le Reader's Digest [magazine généraliste] entre 1950 et 1970, et quelqu'un à la même période qui lisait seulement The Nation ou le New Statesman [journaux de gauche]. Quel lecteur eût été le mieux informé au sujet des réalités du communisme ? La réponse, je crois, devrait nous faire réfléchir. Se pourrait-il que nos ennemis eussent raison ? »

Le discours de Susan Sontag « récolta des huées et des cris du public ». The Nation publia son discours, excluant le passage comparant le magazine au Reader's Digest, et les réactions d'autres intellectuels au discours. Les réponses varièrent, certains soutenant qu'elle avait trahi ses idéaux.

## Hommages
- 2004 : deux jours après sa mort, le maire de Sarajevo a annoncé que la ville baptiserait une rue à son nom, la qualifiant d'« auteur et d'humaniste qui a activement participé à la création de l'histoire de Sarajevo et de la Bosnie-Herzégovine. »
- 2014 : une rue piétonne porte son nom à Paris.
- 2019 : le Met Gala a pour thème Camp: Notes on Fashion (en), une exposition du Anna Wintour Costume Center qui s'inspire de l'essai Notes on "Camp" (en) de Sontag[16].
- 2024 : le cratère mercurien Sontag est ainsi nommé en son honneur[17].

#### Ouvrages
- (fr) Béatrice Mousli, Susan Sontag, Coll. Les grandes biographies, Flammarion, Paris, 2017  (ISBN 978-2-081-25117-5)
- (de) Daniel Schreiber, Susan Sontag : Geist und Glamour. Biographie, Aufbau, Berlin, 2007, 342 p. + pl.  (ISBN 978-3-351-02649-3)
- David Rieff, Mort d'une inconsolée : les derniers jours de Susan Sontag (traduit de l'anglais par Marc Weitzmann), Climats, Paris, 2008, 181 p.  (ISBN 978-2-0812-1320-3)
- (en) Phillip Lopate, Notes on Sontag, Princeton University Press, Princeton, Oxford, 2009, VI-247 p.  (ISBN 978-0-691-13570-0)
- (fr) Sigrid Nunez, Sempre Susan, souvenirs sur Sontag Editeur Globe, 2022, 160 p.
- (fr) Benjamin Moser Sontag (traduit de l'anglais par Cécile Roche), Christian Bourgois Editeur 898 p.

#### Articles de presse
- (en) Annalisa Zox-Weaver (intro.), « On Susan Sontag », in Women's studies, numéro spécial, no 8, décembre 2008, vol. 37, p. 899-1054
- Raphaëlle Rérolle, « Susan Sontag ou le triomphe de la volonté », Le Monde des Livres, supplément du Monde, 16 février 2001
- Raphaëlle Rérolle, « Susan Sontag, la lutte, toujours », Le Monde des Livres, supplément du Monde, 2 juillet 2004
- Susan Rubin Suleiman, « Susan Sontag, les passions de l'esprit » (nécrologie), Le Monde, 30 décembre 2004

#### Bases de données et dictionnaires
- Ressources relatives aux beaux-arts :   - Cooper–Hewitt, Smithsonian Design Museum
  - Grove Art Online
  - National Gallery of Art
  - RKDartists
  - Union List of Artist Names
- Ressources relatives à l'audiovisuel :   - AllMovie
  - Allociné
  - Filmportal
  - IMDb
  - Rotten Tomatoes
- Ressources relatives à la littérature :   - Internet Speculative Fiction Database
  - Kritisches Lexikon zur fremdsprachigen Gegenwartsliteratur
  - London Review of Books
  - The Paris Review
- Ressources relatives au spectacle :   - Archives suisses des arts de la scène
  - Les Archives du spectacle
  - Kunstenpunt
- Ressources relatives à plusieurs domaines :   - Metacritic
  - Radio France
- Ressources relatives à la musique :   - Discogs
  - MusicBrainz
- Ressource relative à la vie publique :   - C-SPAN
- Ressource relative à la recherche :   - Dialnet
- Notices dans des dictionnaires ou encyclopédies généralistes :   - American National Biography
  - Britannica
  - Brockhaus
  - Collective Biographies of Women
  - Den Store Danske Encyklopædi
  - Deutsche Biographie
  - Dictionnaire universel des créatrices
  - Enciclopedia delle donne
  - Enciclopedia italiana
  - Enciclopedia De Agostini
  - Gran Enciclopèdia Catalana
  - Hrvatska Enciklopedija
  - Internetowa encyklopedia PWN
  - Nationalencyklopedin
  - Munzinger
  - Proleksis enciklopedija
  - Store norske leksikon
  - Treccani
  - Universalis
- Notices d'autorité :   - VIAF
  - ISNI
  - BnF (données)
  - IdRef
  - LCCN
  - GND
  - Italie
  - Japon
  - CiNii
  - Espagne
  - Belgique
  - Pays-Bas
  - Pologne
  - Israël
  - NUKAT
  - Catalogne
  - Suède
  - Australie
  - WorldCat